# Ernst Ludwig II. (Sachsen-Meiningen)
Ernst Ludwig II. von Sachsen-Meiningen (* 8. August 1709 in Coburg; † 24. Februar 1729 in Meiningen) war von 1724 bis 1729 Herzog von Sachsen-Meiningen.

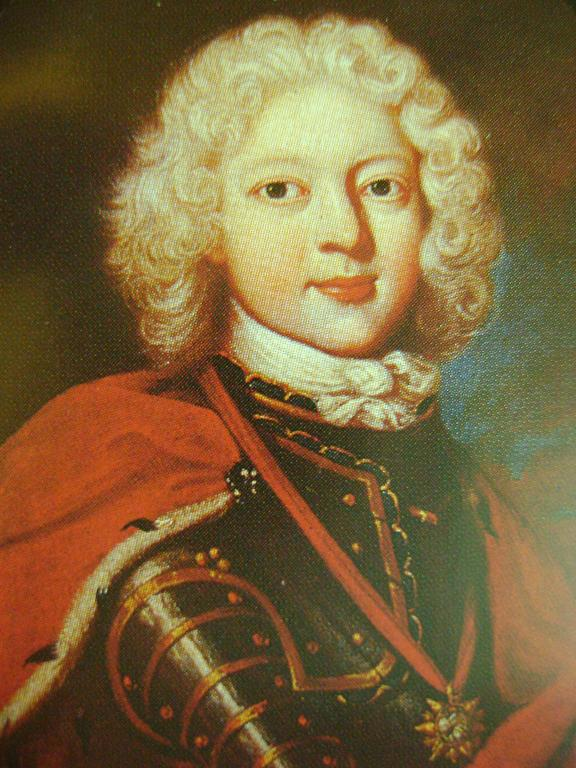
Herzog Ernst Ludwig II. von Sachsen-Meiningen

## Leben
Ernst Ludwig II. war ein Sohn des Herzogs Ernst Ludwig I. von Sachsen-Meiningen und dessen Gemahlin Prinzessin Dorothea Maria von Sachsen-Gotha-Altenburg. Damit entstammte er dem Haus Sachsen-Meiningen. Er wurde nach dem Tode seines älteren Bruders Joseph Bernhard am 22. März 1724 Erbprinz und folgte seinem Vater als Herzog von Sachsen-Meiningen am 24. November 1724.
Ernst Ludwigs Vater hatte für sich und seine Nachkommen das Erstgeburtsrecht im Land eingeführt und als Vormund für seinen Erstgeborenen seinen Bruder Friedrich Wilhelm sowie Herzog Friedrich II. von Gotha bestimmt. Damit hatte er seinen Halbbruder Anton Ulrich wissentlich übergangen und erneute Zwistigkeiten in der Fürstenfamilie provoziert. Anton Ulrich prozessierte gegen diese Regelung.
Ernst Ludwig II. starb 1729 ein Jahr vor Erreichen seiner Volljährigkeit. Nachfolger als Herzog von Sachsen-Meiningen wurde sein jüngerer Bruder Karl Friedrich.